# صمام فراشة

محبس الفراشة.

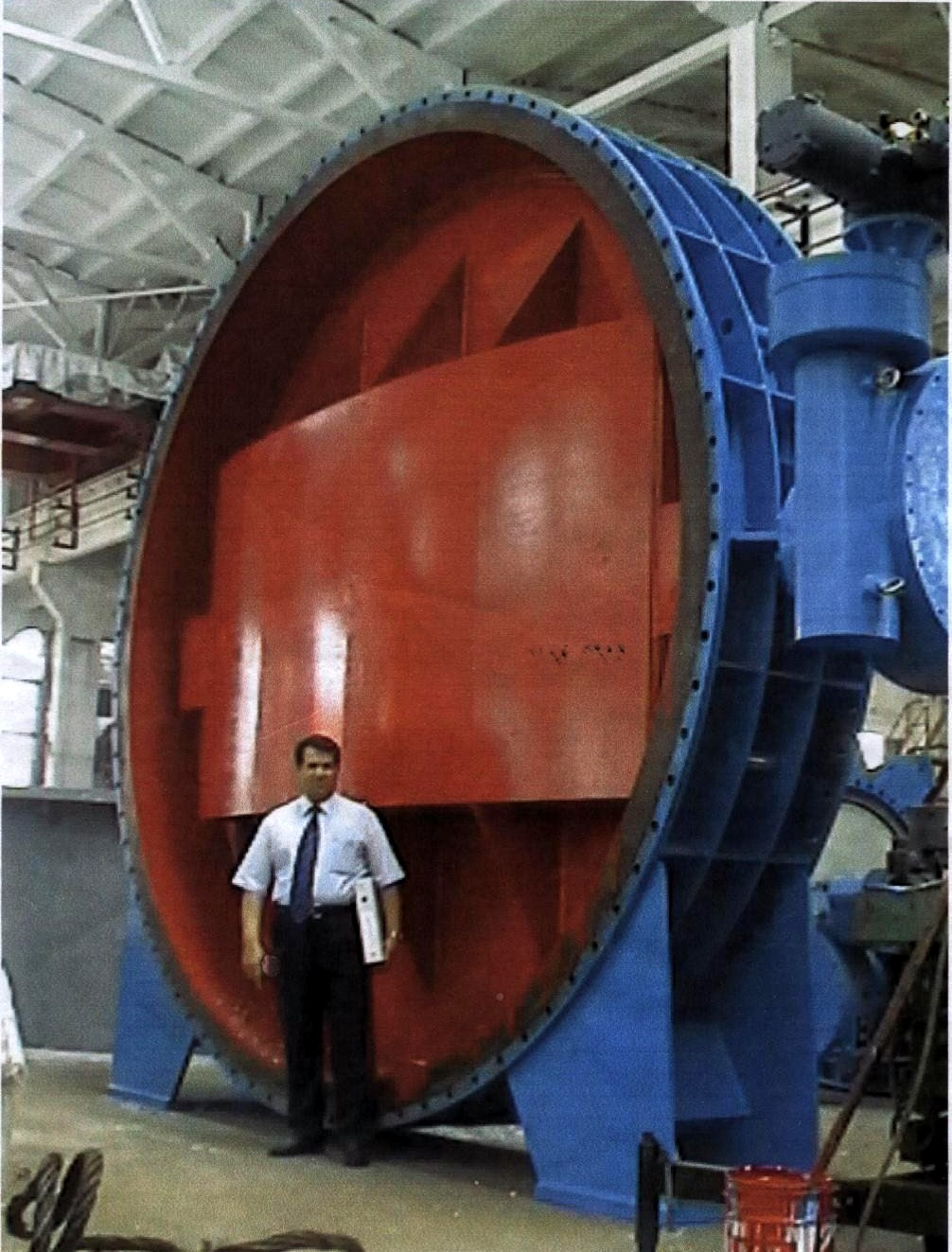
محبس فراشة قطر 5000 مم.

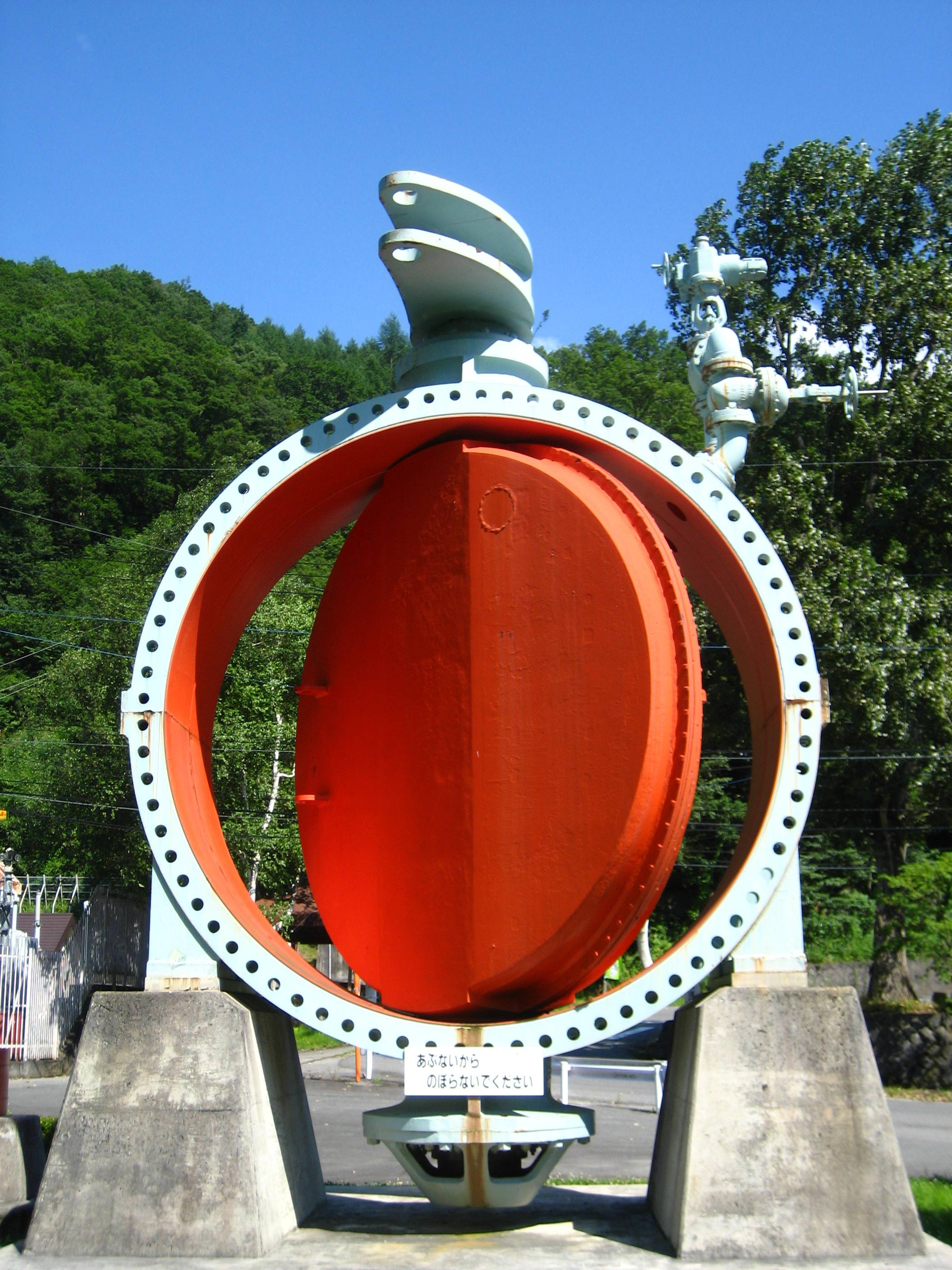
محبس فراشة كبير يستخدم للتحكم في سريان الماء في الأنابيب في محطة طاقة كهرومائية في اليابان.

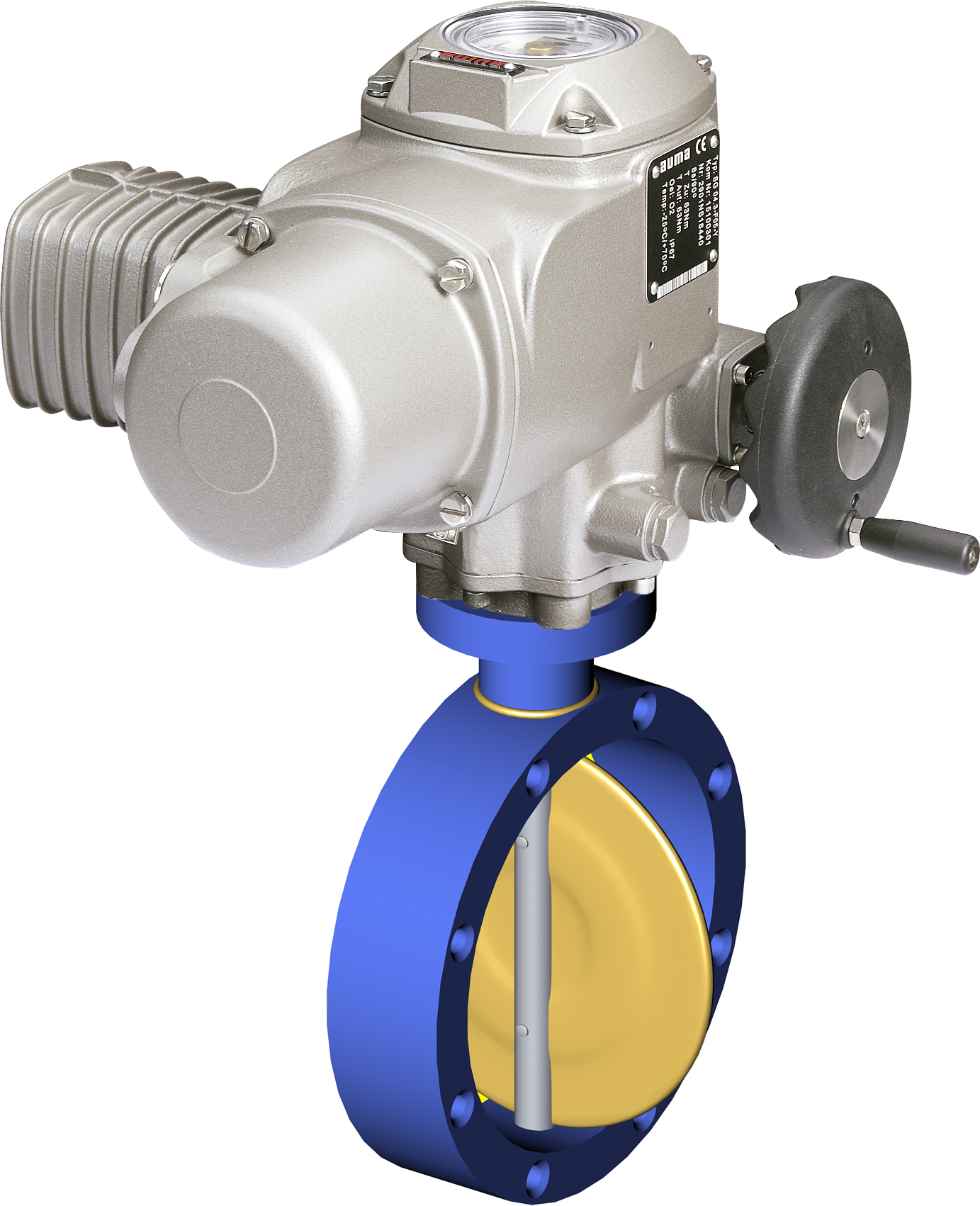
محبس فراشة متصل بمشغل كهربي.

محبس الفراشة (بالإنجليزية: Butterfly Valve)‏ هو نوع من معدات التحكم في السريان وتدفق الموائع خلال المواسير. عمل محبس الفراشة مشابه لعمل محبس الكرة. قرص محبس الفراشة يتمركز في منتصف الأنبوب ويتصل بمشغل من الخارج بواسطة قضيب. بإدارة المشغل يمكن إدارة القرص في اتجاه عمودي أو موازي لاتجاه السريان. خلاف محبس الكرة، القرص في محبس الفراشة دائمًا يكون وسط السريان، وبالتالي انخفاض الضغط دائمًا مسحث بصرف النظر عن موقع المحبس.
محبس الفراشة هو من عائلة محابس الربع دورة، و«الفراشة» هي قرص معدني مثبت من وسطه بواسطة قضيب. عندما يغلق المحبس القرص يلف ليسد معبر المائع كليًا. وعندما يفتح المحبس كليًا يلف القرص ربع دورة وبالتالي يسمح بمرور غير مقيد للمائع. يمكن فتح وغلق المحبس تدريجيًا لتنظيم السريان.

## التكوين
محبس الفراشة هو محبس ذو جسم دائري وقرص دوار الحركة في منتصفة متصل بساق (قضيب معدني). تدوير الساق يؤدي إلى دوران القرص. يستخدم لتدوير الساق عدة طرق فللأقطار الصغيرة تستخدم يد دائرية عادية أو مقبض ضاغط، أما في الأقطار الأكبر فيستخدم مشغلات (actuator) بأنواعها المختلفة من مشغلات كهربية أو بضغط الهواء أو الماء. في الحالتين يمكن تركيب صندوق تروس لتسهيل تدوير القرص.

## الخصائص
محابس الفراشة لاتنتمي للمحابس الخطية بمعنى أن التدفق المار في المحبس لا يتغير خطيا مع زاوية الفتح. تكون مقاومة هذه المحابس صغيرة نسبيا عند الفتح الكلي بينما تصبح أكثر حساسية للتحكم في التدفق عندما تصبح زاوية الفتح بين 15o و70o
. تكون هذه المحابس بطبيعة الحال مصحوبة بمخططات وجداول بيانية كما توجد أيضا علاقات رياضية تقريبية لبيان هذه الخواص.

## الأنواع
- محبس فراشة مرن: وفيه يغطى سطح القرص وجسم المحبس الداخلي بالمطاط المرن. ضغط التشغيل في هذة الحالة يصل إلى 232 psi.
- محبس فراشة عالي الأداء: وعادةً فيه يدور القرص حول ساقين أي زوجى المحاور Double Eccentric. ضغط التشغيل يصل إلى 725 psi.
- محبس فراشة ثلاثى المحاور: Tricentric يصل ضغط التشغيل فيه إلى 1450 psi.

## محبس فراشة وافر
محبس فراشة وافر (Wafer-style butterfly valve) هو محبس فراشة مصصم لحفاظ على إغلاق seal ضد التفاوت في الضغوط ثنائية الاتجاه لمنع حدوث سريان ارتجاعي (Backflow) في نظام مصصم لاتجاه سريان أحداي فقط. الوافر يحقق هذا من خلال إغلاق محكم (كالجاسكت Gasket، أو الـO-ring) و وجهة محبس مستوي على جانب المنبع وجانب المصب للوافر.

## معرض صور

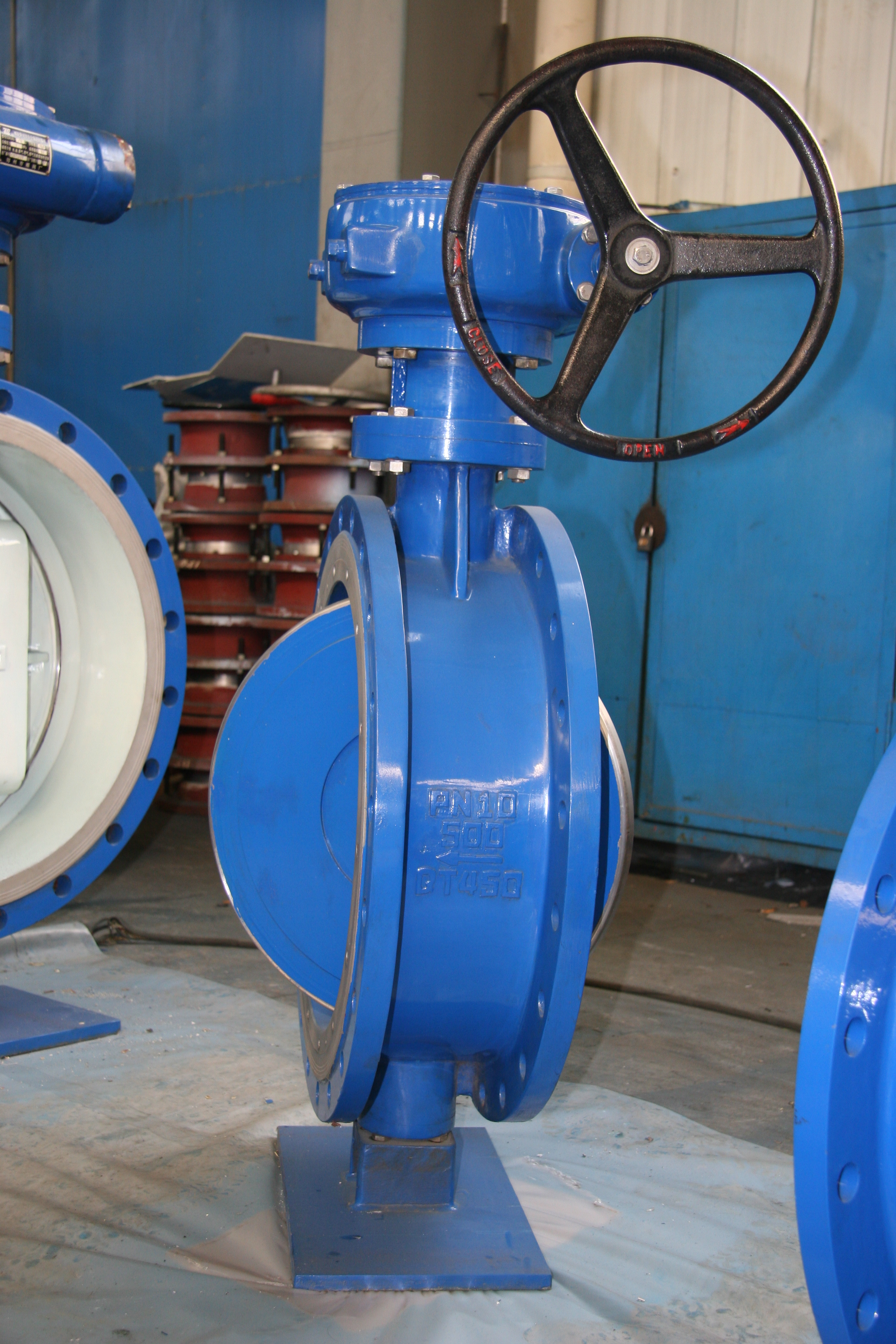
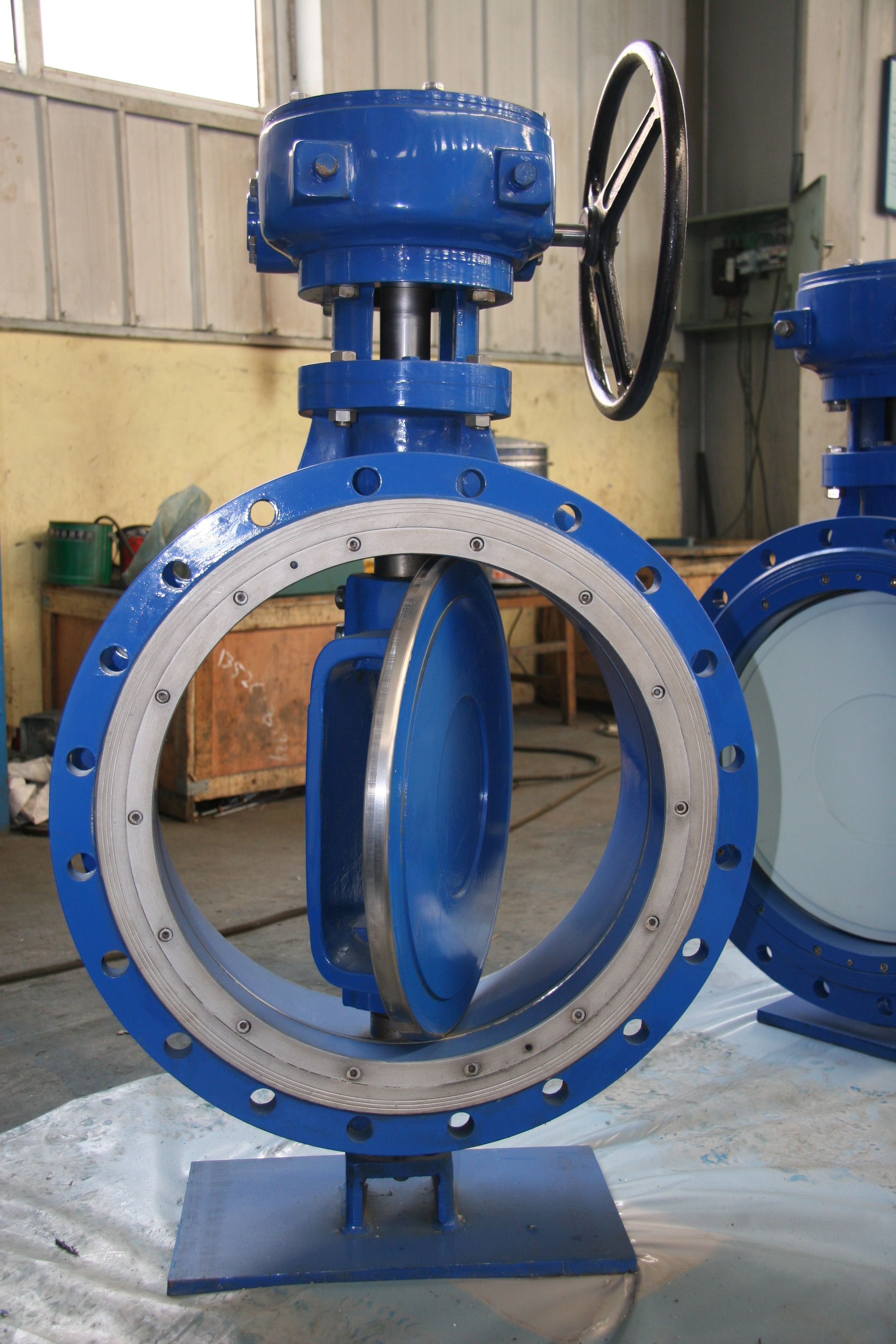
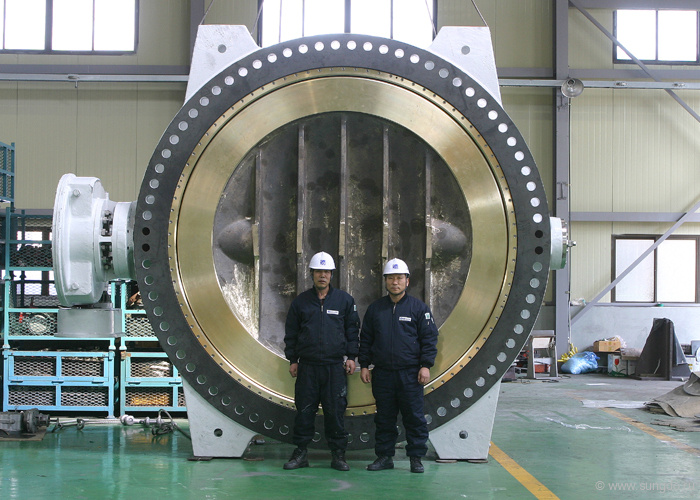